# Hot Bird

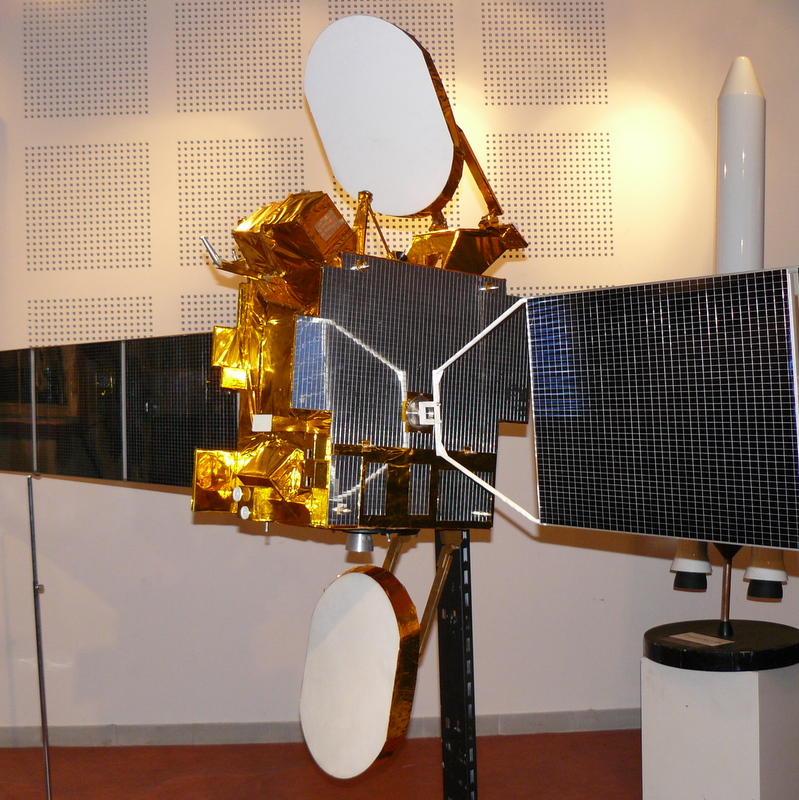
Модель первого из серии спутников Hot Bird, Hot Bird 1. Реальный спутник имеет всего лишь один отражатель, вместо двух, показанных на модели

Hot Bird (Хот Бёрд) — серия искусственных спутников Земли, располагавшихся в разное время в орбитальной позиции 13°E. Управление спутниками осуществляет французская компания спутниковой связи Eutelsat. Зона покрытия включает в себя Европу, Северную Африку и Ближний Восток.
Спутники осуществляют трансляцию как теле-, так и радиоканалов в цифровом формате. Имеются как свободные для приёма, так и платные каналы. В настоящее время в орбитальной позиции 13°E находятся спутники с номерами 10, 13F и 13G.

## Список запусков
| Спутник                                                                  | NSSDC ID  | Место запуска | Позиция            | Дата запуска    | Состояние               |
| ------------------------------------------------------------------------ | --------- | ------------- | ------------------ | --------------- | ----------------------- |
| Hot Bird 1                                                               | 1995-016B | Куру          | Орбита захоронения | 28 марта 1995   | Выведен из эксплуатации |
| Hot Bird 2 (Eutelsat 48A)                                                | 1996-067A | Мыс Канаверал | 48°E               | 21 ноября 1996  | Выведен из эксплуатации |
| Hot Bird 3 (ABS 1B)                                                      | 1997-049A | Куру          | Орбита захоронения | 2 сентября 1997 | Выведен из эксплуатации |
| Hot Bird 4 (Eutelsat 16B)                                                | 1998-013A | Куру          | Орбита захоронения | 27 февраля 1998 | Выведен из эксплуатации |
| Hot Bird 5 (Eutelsat 4B)                                                 | 1998-057A | Мыс Канаверал | 4°E                | 9 октября 1998  | Выведен из эксплуатации |
| Hot Bird 6 (Eutelsat 8 West C)                                           | 2002-038A | Мыс Канаверал | 8°W                | 21 августа 2002 | Выведен из эксплуатации |
| Hot Bird 7                                                               | -         | Куру          | -                  | 11 ноября 2002  | Авария РН               |
| Hot Bird 7A (Eutelsat 9A)                                                | 2006-007B | Куру          | 9°E                | 12 марта 2006   | Выведен из эксплуатации |
| Hot Bird 8 (Eutelsat Hot Bird 13B)                                       | 2006-032A | Байконур      | 13°E               | 4 августа 2006  | Выведен из эксплуатации |
| Hot Bird 9 (Eutelsat Hot Bird 13C)                                       | 2008-065A | Куру          | 13°E               | 20 декабря 2008 | Выведен из эксплуатации |
| Hot Bird 10 (Eutelsat Hot Bird 13D) ранее: Atlantic Bird 4A, Eutelsat 3C | 2009-008B | Куру          | 13°E               | 12 февраля 2009 | Действующий             |
| Hot Birt 13F                                                             | 2022-146A | Мыс Канаверал | 13°E               | 15 октября 2022 | Действующий             |
| Hot Birt 13G                                                             | 2022-146A | Мыс Канаверал | 13°E               | 3 ноября 2022   | Действующий             |

## Описание космических аппаратов

### Hot Bird 1
Был запущен 28 марта 1995 года, имел 16 транспондеров Ku-диапазона, выходной мощностью 70 Вт и один отражатель. Спутник базировался на платформе Spacebus-2000 и его солнечные батареи размахом крыльев 22,4 м вырабатывали 3,5 кВт электроэнергии.
В феврале 2007 спутник был переведён на орбиту захоронения.

### Hot Bird 2

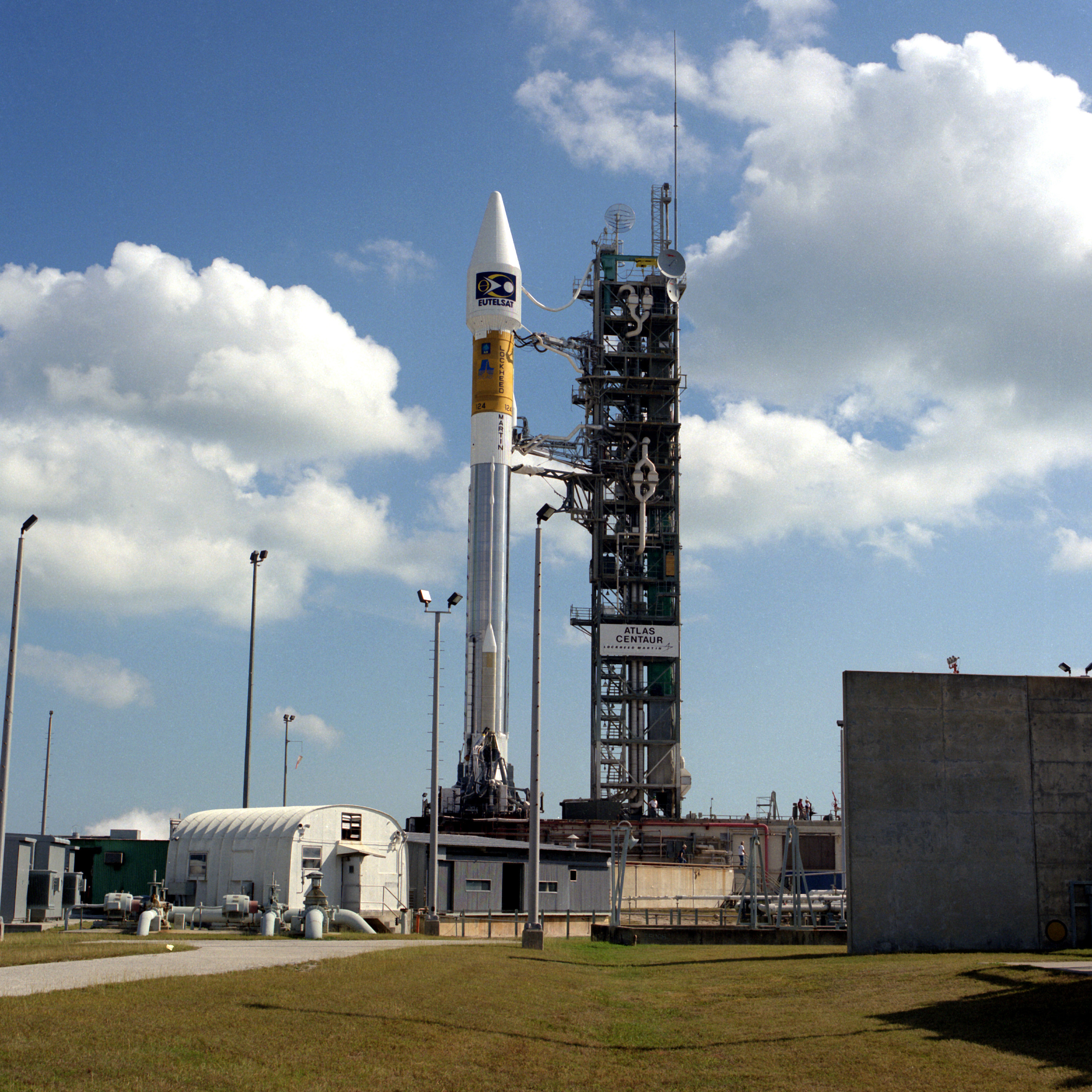
Запуск спутника Hot Bird 2 на РН Atlas IIA

Спутник, запущенный 21 ноября 1996 года, был построен компаниями British Aerospace и Matra Marconi на космической платформе Eurostar-2000+, имеет стартовую массу около 3 тонн и его солнечные батареи вырабатывают 5,5 кВт электроэнергии. 
Полезная нагрузка КА Hot Bird 2 состоит из 20 транспондеров Ku-диапазона мощностью по 110 Вт. Во время работы из точки стояния 13° в. д., спутник обеспечивал 2 луча: 
- «Superbeam» («Суперлуч»), использовавшийся для телевидения непосредственного телевещания в Европе и позволявший принимать сигнал на небольшие, 60-сантиметровые антенны;
- «Widebeam»(«Широкий луч»), для обеспечения широкого европейского покрытия, но с меньшей мощностью сигнала (необходимо было использовать антенны большего размера)[3][4].

В связи с отказом электропитания 13 марта 2007 все службы, использующие этот спутник, были переведены на Hot Bird 8 (в ночь с 13 по 14 марта 2007). С 15 мая 2007 спутник Hot Bird 2 был повторно выведен в позицию 9°E и переименован в Euro Bird 9. 
В настоящее время находится в позиции 48°E и переименован в «Eutelsat 48A». Вследствие этого зона покрытия спутника изменилась, и теперь он работает на Центральную Европу, Ближний Восток и Центральную Азию и служит для телевещания и приложений мультимедиа.

### Hot Bird 3
Построен на спутниковой платформе Eurostar-2000+. Запуск состоялся 3 сентября 1997 года, имеет 32-Ku транспондера, впоследствии был перемещён на орбитальную позицию 4°E и переименован в Eurobird 4. 10 сентября 2009 года прибыл в позицию 76°Е и переименован в «Eutelsat W76». Затем переведен в позицию 75°Е для расширения спутниковой ёмкости и переименован в «ABS 1B». Работать в штатном режиме не смог и был списан. Переведен на орбиту захоронения.

### Hot Bird 4
Построен на спутниковой платформе Eurostar-2000+. Был запущен 27 февраля 1998 года, имеет 28-Ku транспондеров, впоследствии перемещен на 7°W и переименован в Atlantic Bird 4. В настоящее время находится в позиции 16°E и переименован в Eutelsat 16B.

### Hot Bird 5
Построен на спутниковой платформе Eurostar-2000+. Был запущен 9 октября 1998 года, имеет 22-Ku транспондера, в дальнейшем HB5 был замещен HB6. В августе 2002 года HB 5 был перемещён в позицию 25,5°E, а позднее перемещен в позицию 4Е и переименован в Eutelsat 4В.

### Hot Bird 6
Построен на спутниковой платформе Spacebus-3000B3. Был запущен 21 августа 2002 года, имеет 28-Ku / 4-Ka транспондеров, является первым спутником второго поколения.

### Hot Bird 7
Построен на спутниковой платформе Eurostar-2000+. Спутник имел 40-Ku транспондеров. Запуск был произведён 11 декабря 2002, но из-за аварии ракеты-носителя Ариан-5ECA спутник был уничтожен.

### Hot Bird 7A
Был запущен 11 марта 2006 года, имеет 38-Ku транспондеров, в дальнейшем был перемещен в позицию 9°E и переименован в Eurobird 9A.

### Hot Bird 8
Является наибольшим и самым мощным ретрансляционным спутником, обслуживающим Европу. Был запущен 4 августа 2006, имеет 64-Ku транспондера, спутник заменил HB2 и HB3.
| Срок службы              | > 15 лет        |
| Количество транспондеров | 64 Ku-диапазона |
| Ракета-носитель          | Протон-М/Бриз-М |

### Hot Bird 9
Был запущен 20 декабря 2008 года имеет 64-Ku транспондера, замещает Hot Bird 7A.
| Размеры спутника         | 3,4 х 2,7×6,3 м |
| Масса спутника           | 4 884 кг        |
| Срок службы              | > 15 лет        |
| Количество транспондеров | 64 Ku-диапазона |
| Мощность                 | 14,5 кВт        |
| Ракета-носитель          | Ариан-5 ECA     |

### Hot Bird 10
Был запущен 12 февраля 2009 года. Прежде чем присоединиться к позиции 13°E, он будет расширять ресурс в позиции 7°W. Eutelsat принял решение начать развитие позиции 3E и 1 ноября 2011 года спутник занял новое место рядом с EUTELSAT 3A. 3 июля 2013 года занял изначально запланированную позицию 13°E, с рабочим названием "Hot Bird 13D".
| Размеры спутника         | 3,4 х 2,7×6,3 м |
| Масса спутника           | 4 892 кг |
| Срок службы              | > 15 лет |
| Количество транспондеров | 64 Ku-диапазона |
| Мощность                 | 17,5 кВт |
| Ракета-носитель          | Ариан-5 ECA |
| Позиция                  | Начальная позиция: 7°W (Ближний Восток) Основная позиция изменена на: 13°E (Европа, Северная Африка, Ближний Восток) |

### Hot Birt 13F
Hot Bird 13F был запущен с помощью ракеты-носителя Falcon 9 Block 5 в октябре 2022 года. Стартовая масса спутника составляет 4 476 кг. Спутник был создан компанией Airbus Defence and Space на базе Eurostar Neko Bus. Спутник предназначен для вывода на геостационарную орбиту с использованием плазменного двигателя PPS5000 (разработанного компанией Safran и using xenon), чтобы выйти на геостационарную орбиту.

### Hot Birt 13G
Hot Bird 13G был запущен Falcon 9 Block 5 в ноябре 2022 года. Спутник очень похож на Hot Bird 13F. Hot Bird 13G активен и заменяет спутник 13C на орбите 13°E.

## Пакеты вещающие на Hot Bird
- Bis TV
- American Forces Network
- Viacom
- Globecast
- Telecom Serbia
- Eurosport
- Cyfra+
- N (Poland)
- Sky Italia
- NOVA Greece
- NOVA Cyprus
- Cyfrowy Polsat
- Holy God TV